# Metapioplasta porphyrea
Metapioplasta porphyrea är en fjärilsart som beskrevs av Butler 1898. Metapioplasta porphyrea ingår i släktet Metapioplasta och familjen nattflyn. Inga underarter finns listade i Catalogue of Life.